# Завод азотних добрив у Слобозії
Завод азотних добрив у Слобозії – майданчик хімічного спрямування у Румунії. 
Завод, який ввели в дію у 1973 році, призначався для виробництва продуктів азотної хімії: 
- аміаку, сировиною для якого є обрали природний газ, що надходить по відгалуженню від трубопроводу Ісакча – Шендрень – Бухарест;
- нітратної кислоти на основі аміаку;
- нітрату амонію (результат реакції нітратної кислоти та аміаку);
- сечовини (отримують з аміаку та діоксиду вуглецю).
Станом на середину 2010-х виробнича потужність заводу зазначалась як 1100 тонн аміаку, 900 тонн нітрату аміонію та 1500 тонн сечовини на добу, що потребувало 1,4 млн м3 природного газу.
В 2014 – 2015 роках компанія Interagro, яка контролювала більшість румунських заводів азотної хімії і майданчик у Слобозії серед них, зупинила всі виробництва через лібералізацію цін на природний газ. В 2020-му вона оголосила про відновлення діяльності заводу у Слобозії, а в 2021-му його викупила група Pambac Bacău.